# UFC 273
UFC 273: Volkanovski vs. The Korean Zombie fue un evento de artes marciales mixtas producido por Ultimate Fighting Championship que tuvo lugar el 9 de abril de 2022 en el Jacksonville Veterans Memorial Arena en Jacksonville, Florida, Estados Unidos.

## Antecedentes
Este evento estuvo inicialmente vinculado al Barclays Center de Brooklyn, Nueva York. Sin embargo, la promoción optó por trasladarlo al Jacksonville Veterans Memorial Arena en Jacksonville, Florida.
El combate por el Campeonato de Peso Pluma de la UFC entre el actual campeón Alexander Volkanovski y el ex aspirante al título Jung Chan-sung encabezó el evento.
En este evento tuvo lugar una revancha por la unificación del Campeonato de Peso Gallo de la UFC entre el actual campeón Aljamain Sterling y el ex campeón/actual titular del título interino Petr Yan. La pareja se enfrentó previamente en UFC 259, con Sterling ganando el título por descalificación (golpe de rodilla ilegal intencional) en el cuarto asalto, convirtiéndose en el primer luchador en ganar un título de la UFC por descalificación. Inicialmente se esperaba que la revancha tuviera lugar en UFC 267, sin embargo Sterling se retiró de la contienda debido a problemas persistentes en el cuello y se estableció un combate por el título interino entre Yan y Cory Sandhagen. El combate estaba programado entonces para UFC 272 antes de ser trasladado a este evento.
Un combate de peso pesado entre Jairzinho Rozenstruik y Marcin Tybura fue inicialmente programado para UFC Fight Night: Makhachev vs. Green. Sin embargo, a mediados de enero se anunció que el combate se trasladaba a este evento. A su vez, el combate fue retirado de la cartelera después de que Tybura se retirara debido a una enfermedad no revelada.
Se esperaba que el medallista de plata olímpica en lucha libre en 2016 Mark Madsen se enfrentara a Vinc Pichel en un combate de peso ligero en UFC 271, pero se retrasó a este evento por razones no reveladas.
Se esperaba un trío de combates de peso medio con el ex retador interino del Campeonato de Peso Medio de la UFC y el ganador de peso medio de The Ultimate Fighter: Team Jones vs. Team Sonnen Kelvin Gastelum contra Nassourdine Imavov, Dricus du Plessis contra Chris Curtis, y Anthony Hernandez contra Albert Duraev. Inicialmente, du Plessis y Hernandez fueron emparejados después de que Curtis y Duraev se retiraran debido a una lesión en la muñeca y en las costillas, respectivamente. Sin embargo, los combates volvieron a ser modificados después de que Imavov se retirara de su combate con Gastelum por problemas de visa. Entonces se fijaron Gastelum contra du Plessis y Hernandez contra Josh Fremd. Sin embargo, Gastelum se retiró una semana antes del evento debido a una lesión no revelada y su combate con du Plessis fue cancelado.
En el evento se esperaba un combate de peso gallo femenino entre Aspen Ladd e Irene Aldana. Sin embargo, Aldana se retiró a finales de marzo por razones desconocidas y fue sustituida por la ex Campeona de Peso Gallo de la UFC Raquel Pennington.
Se esperaba un combate de peso pesado entre Oleksiy Oliynyk e Ilir Latifi en el evento. Originalmente estaban programados para enfrentarse 2 semanas antes en UFC Fight Night: Blaydes vs. Daukaus pero Latifi se retiró el día del evento debido a una enfermedad. A su vez, Latifi volvió a retirarse por motivos desconocidos y fue sustituido por Jared Vanderaa.
En el pesaje, Kay Hansen y Julio Arce no alcanzaron el peso para sus combates. Hansen pesó 118.5 libras, 2.5 libras por encima del límite de peso paja sin título. Arce pesó 136.5 libras, medio kilo por encima del límite de peso gallo para el combate sin título. Ambos combates se celebraron con un peso acordado y perdieron el 20% de sus bolsas individuales, que fueron a parar a sus oponentes Piera Rodríguez y Daniel Santos.

## Resultados
1. ↑  Por el Campeonato de Peso Pluma de UFC.
2. ↑  Por el Campeonato de Peso Gallo de UFC.

## Premios de bonificación
Los siguientes luchadores recibieron bonificaciones de $50000 dólares.
- Pelea de la Noche: Khamzat Chimaev vs. Gilbert Burns
- Actuación de la Noche: Alexander Volkanovski y Oleksiy Oliynyk

Mientras que la UFC suele repartir cuatro premios de bonificación para cada evento, tres "Bonificaciones de los Aficionados de la Noche" serán otorgados por Crypto.com, como parte del acuerdo de kits de lucha incentivados por el patrocinio de Crypto.com UFC, para cada evento de pago por visión a partir de UFC 273. Los espectadores podrán votar hasta tres veces por cada pay-per-view en Crypto.com/FanBonus, empezando por la apertura de la tarjeta preliminar del PPV y terminando una hora después de la conclusión de la tarjeta principal. Las bonificaciones se pagarán en bitcoin en dólares estadounidenses y oscilarán entre 30000 dólares para el primer puesto, 20000 dólares para el segundo y 10000 dólares para el tercero.
- Primer Lugar: Khamzat Chimaev
- Segundo Lugar: Alexander Volkanovski
- Tercer Lugar: Petr Yan